# Список альбомов № 1 в США в 2017 году (Billboard)

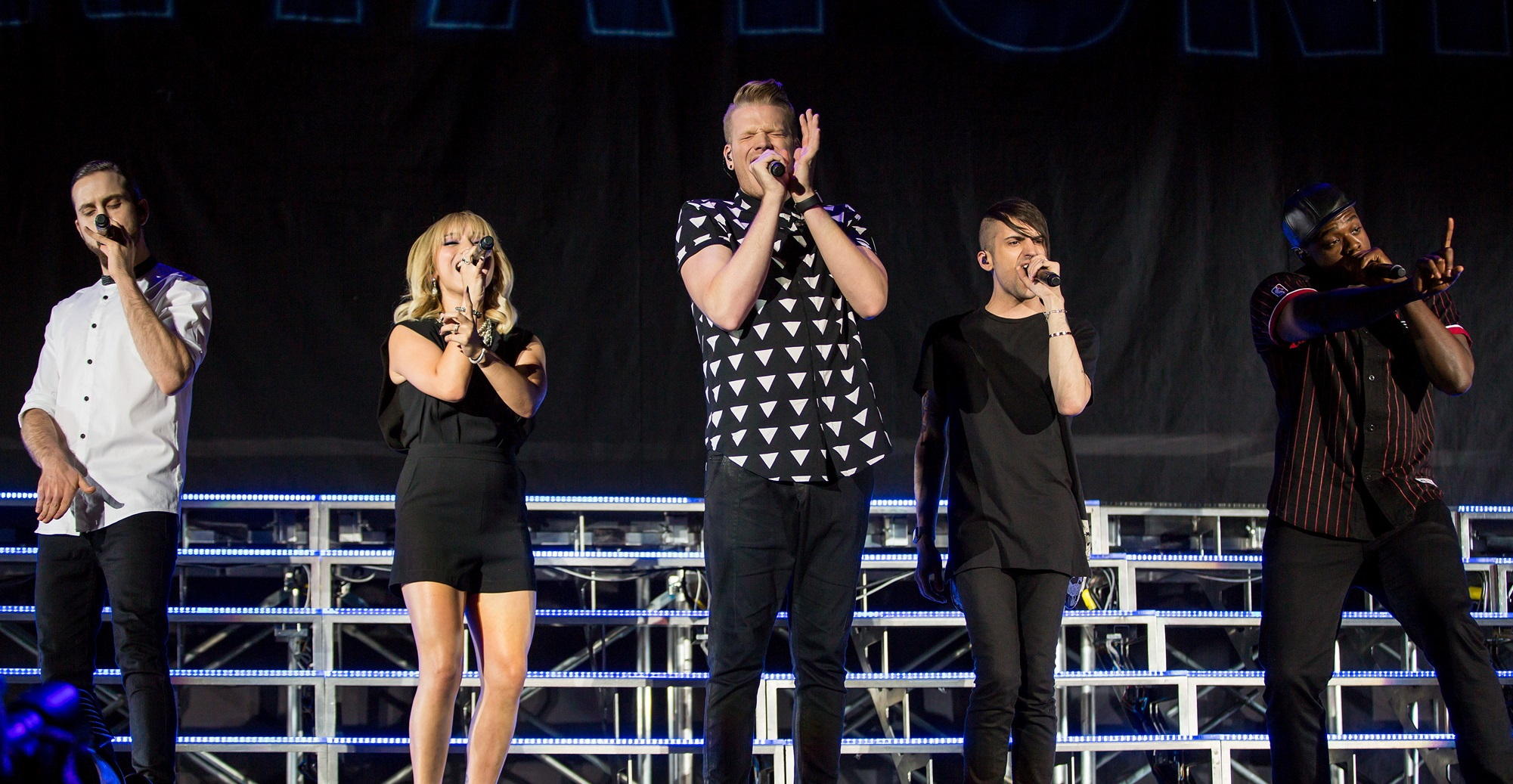
Группа Pentatonix с альбомом A Pentatonix Christmas стала первым лидером года в США.

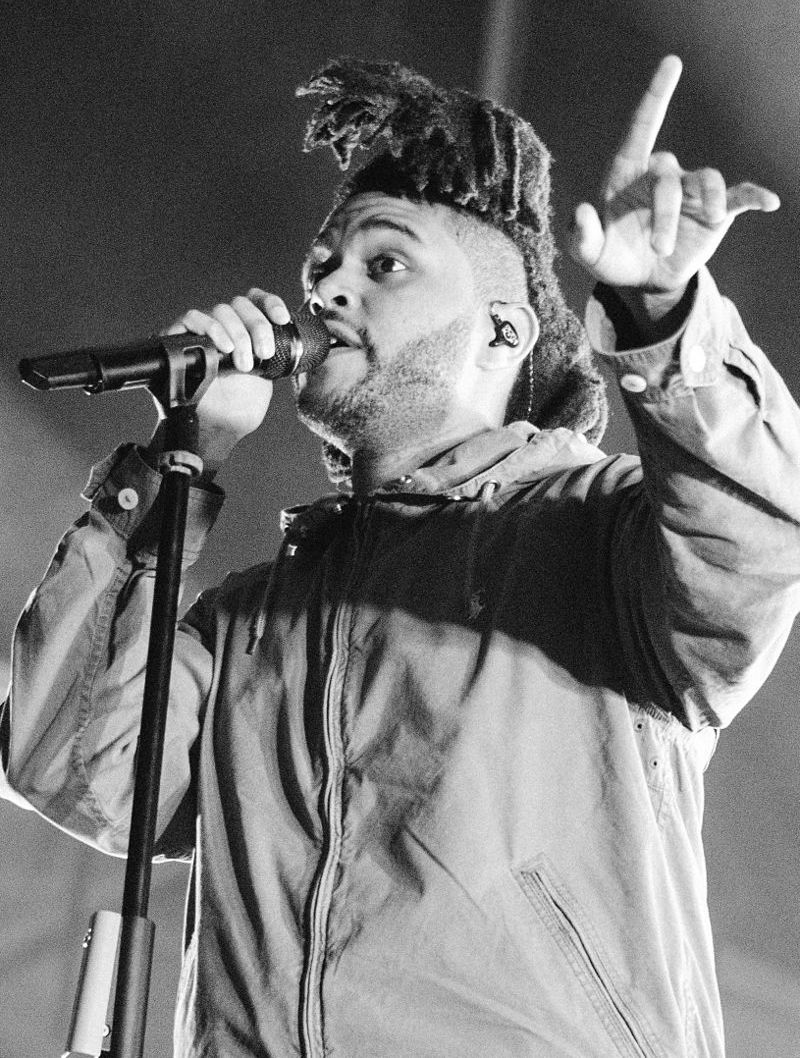
Певец The Weeknd с альбомом Starboy несколько недель был на вершине списка лучших альбомов.

Список альбомов № 1 в США в 2017 году (#1 2017 Billboard 200) включает альбомы, возглавлявшие главный хит-парад Северной Америки каждую из 52 недель 2017 года по данным старейшего музыкального журнала США Billboard (данные стали известны заранее, так как публикуются в сети на неделю вперёд) и службы Nielsen SoundScan.

## Общие сведения
- 7 января (данные становятся известны заранее) хит-парад возглавил альбом A Pentatonix Christmas американской акапелла группы Pentatonix, поднявшись со второго места и на 9-й недели нахождения в чарте после дебюта на позиции № 3 в ноябре 2016 года. Тираж составил 206,000 эквивалентных альбомных единиц (включая 185,000 традиционных альбомных продаж, а также эквивалентные альбомные треки и стриминг). Это первый праздничный альбом (holiday album) на первом месте чарта за последние 5 лет, впервые после диска Christmas канадского певца Майкл Бубле (который был 5 недель на позиции № 1 с 10 декабря 2011 года по 7 января 2012 года). Новый альбом стал вторым для группы лидером чарта после альбома Pentatonix, возглавлявшего американский хит-парад в 2015 году (1 неделя на позиции № 1 в ноябре). Кантри-певец Гарт Брукс со своим бокс-сетом (The Ultimate Collection) вошёл в top-10 (поднявшись с 13 на 6 место), получив свой 18-й альбом в лучшей десятке (top-10). Это второй показатель среди кантри-исполнителей после George Strait (20 альбомов в top-10) и впереди Tim McGraw (17 альбомов в top-10)[3]. Абсолютный лидер по этому показателю за всю историю рок-группа The Rolling Stones (37 альбомов в top-10) и певица Barbra Streisand (34)[4].
- 11 и 18 марта хит-парад возглавили альбомы Future и  Hndrxx одного и того же исполнителя Фьючера. Это его 4-й и 5-й чарттопперы, соответственно, после предыдущих Evol (2016), What a Time to Be Alive (2015, вместе с  Drake) и DS2 (2015). Таким образом, этот американский рэпер установил исторический рекорд: впервые за 61 год существования американского хит-парада альбомов Billboard 200 две недели подряд на вершине чарта дебютировали альбомы одного и того же исполнителя (подсчёт с 1963 года, когда были объединёны чарты моно- и стереоальбомов). Кроме того, Фьючер стал первым с 1968 года исполнителем (а всего 6-м и первым солистом с 1963), чьи альбомы сместили самого себя на позиции №1 (в 1968 году группа Simon & Garfunkel сделала это дважды с альбомами Bookends и саундтреком The Graduate, а ранее также The Monkees, Herb Alpert & The Tijuana Brass, The Beatles и Peter, Paul & Mary). Также он стал 10-и исполнителем, чьи два альбома занимали позиции №1 и №2 в одну неделю. Предыдущими были Prince (2016, The Very Best of Prince и Purple Rain) и Nelly (2004, Suit и Sweat)[5][6].
- 25 марта хит-парад возглавил альбом ÷ («divide»)  британского автора-исполнителя Эда Ширана с тиражом 451,000 эквивалентных альбомных единиц, включая 322,000 истинных альбомных продаж. Это его второй чарттоппер после диска X (Multiply) (2014). Одновременно и сингл «Shape of You» с нового альбома был на позиции № 1 в чарте Hot 100[7].
- 8 апреля первое место занял альбом More Life певца Дрейк, его 7-й чарттоппер в карьере. Дебютный тираж составил 505000 эквивалентных альбомных единиц, включая 226000 традиционных альбомных продаж (все в виде цифровых загрузок), 257000 единиц SEA (streaming equivalent albums) и 23000 TEA (эквивалентных альбомных треков)[8].
- 8 июля новозеландская певица Лорд со вторым студийным альбомом Melodrama впервые в своей карьере возглавила хит-парад США[9].
- 29 июля первое место занял альбом 4:44 рэпера Jay-Z в 14-й раз в его карьере. Это рекорд для солистов: у Bruce Springsteen и Barbra Streisand по 11 чарттепперов у каждого. Среди всех исполнителей, JAY-Z занимает второе место после The Beatles (19). Среди альбомов, сразу дебютировавших на вершине рэпер также первый (все 14), опережая преследователя Bruce Springsteen (8). Тираж альбома 262000 единиц, что складывается из 174000 истинных продаж (131000 интернет-загрузки + 43000 единиц CD), 7000 единиц TEA (эквивалентных альбомных треков),  82000 единиц SEA (эквивалент 122,4 млн стримингов альбомных песен)[10].
- 12 августа первое место занял альбом Everything Now рок-группы Arcade Fire. Он сразу дебютировал на первом месте американского хит-парада Billboard 200 с тиражом 100,000 альбомных эквивалентных единиц, включая 94,000 истинных альбомных продаж[11]. Это 3-й для группы Arcade Fire альбом, занявший позицию № 1 в США, так как ранее лидировали диски Reflektor (2013) и The Suburbs (2010). Таким образом, Arcade Fire стала второй рок-группой последнего десятилетия, которой удалось трижды возглавлять альбомный чарт США. Ранее, группа Linkin Park также имела три чарттоппера (в сумме шесть за карьеру). В 2010-х годах ещё три группы имели сходный результат: поп-группа One Direction (4 чарттоппера); кантри-трио Lady Antebellum (3); кантри-группа Zac Brown Band (3)[11].
- 11 ноября альбом Flicker ирландского певца Найл Хоран (участник группы One Direction) дебютировал на первом месте в США, благодаря чему группа One Direction стала второй в истории поп-музыки после The Beatles, в которой каждые из трёх членов имели сольные чарттопперы. Хоран сделал это третьим по счёту после своих коллег по One Direction. Первым был бывший член группы Zayn (альбом Mind of Mine, № 1 в 2016), а вторым был Гарри Стайлз (альбом Harry Styles стал № 1 в 2017). У британской четвёрки это сделали Джордж Харрисон (два альбома на позиции № 1), Джон Леннон (три сокольника на № 1) и Пол Маккартни (шесть чарттопперов, включая сольники и вместе с Wings)[12].
- 2 декабря первое место занял альбом Reputation певицы Тейлор Свифт. В итоге, он стал 5-м для Свифт диском, поднявшимся на позицию № 1 в американском хит-параде Billboard 200 с тиражом в первую неделю 1,238 млн альбомных эквивалентных единиц, включая 1,216 млн традиционных продаж (в т.ч., 709,000 цифровых продаж, включая 507,000 физических CD), а также 8,000 трековых TEA-единиц и 13,000 стриминговых SEA-единиц. Это 10-й крупнейший тираж за одну неделю в истории статистики, проводимой службой Nielsen SoundScan с 1991 года[13].
- 23 декабря Songs of Experience дебютировал на первом месте в американском хит-параде Billboard 200 с тиражом 186,000 альбомных эквивалентных единиц, включая 180,000 истинных продаж. Он стал 8-м чарттоппером группы в США и это 3-й показатель среди всех групп в истории. А сами U2 стали первой группой, имеющей альбомы № 1 во все последние четыре десятилетия 1980-е, 1990-е, 2000-е и 2010-е (кроме групп это же достижение имеют сольные исполнители Джанет Джексон, Брюс Спрингстин и Барбра Стрейзанд). Как и у U2 также по 8 альбомов на № 1 есть у Кенни Чесни и Madonna (шестое общее место и 3-ее среди групп). Впереди только The Beatles (19), Jay-Z (14), Брюс Спрингстин (11), Барбра Стрейзанд (11), Элвис Пресли (10), Гарт Брукс (9) и The Rolling Stones (9)[14].
- 30 декабря What Makes You Country кантри-певца Люка Брайана дебютировал на первом месте чарта, став для него 4-м чарттоппером в Billboard 200. Ранее он лидировал с альбомами Kill the Lights (2015), Crash My Party и Spring Break… Here to Party (2013)[15].

## Список 2017 года
| Дата        | Альбом № 1 недели                                       | Исполнитель                                   | Ссылка |
| ----------- | ------------------------------------------------------- | --------------------------------------------- | ------ |
| 7 января    | A Pentatonix Christmas                                  | Pentatonix                                    | [ 3 ]  |
| 14 января   | A Pentatonix Christmas                                  | Pentatonix                                    | [ 16 ] |
| 21 января   | Starboy                                                 | The Weeknd                                    | [ 17 ] |
| 28 января   | Starboy                                                 | The Weeknd                                    | [ 18 ] |
| 4 февраля   | Starboy                                                 | The Weeknd                                    | [ 19 ] |
| 11 февраля  | Starboy                                                 | The Weeknd                                    | [ 20 ] |
| 18 февраля  | Culture                                                 | Migos                                         | [ 21 ] |
| 25 февраля  | I Decided.                                              | Big Sean                                      | [ 22 ] |
| 4 марта     | Fifty Shades Darker: Original Motion Picture Soundtrack | Саундтрек фильма На пятьдесят оттенков темнее | [ 23 ] |
| 11 марта    | Future                                                  | Фьючер                                        | [ 5 ]  |
| 18 марта    | Hndrxx                                                  | Фьючер                                        | [ 6 ]  |
| 25 марта    | ÷                                                       | Эд Ширан                                      | [ 7 ]  |
| 1 апреля    | ÷                                                       | Эд Ширан                                      | [ 24 ] |
| 8 апреля    | More Life                                               | Дрейк                                         | [ 8 ]  |
| 15 апреля   | More Life                                               | Дрейк                                         | [ 25 ] |
| 22 апреля   | More Life                                               | Дрейк                                         | [ 26 ] |
| 29 апреля   | Memories...Do Not Open                                  | The Chainsmokers                              | [ 27 ] |
| 6 мая       | DAMN.                                                   | Кендрик Ламар                                 | [ 28 ] |
| 3 июня      | Harry Styles                                            | Гарри Стайлз                                  | [ 29 ] |
| 10 июня     | One More Light                                          | Linkin Park                                   | [ 30 ] |
| 17 июня     | True to Self                                            | Брайсон Тиллер                                | [ 31 ] |
| 24 июня     | Hopeless Fountain Kingdom                               | Холзи                                         | [ 32 ] |
| 1 июля      | Witness                                                 | Katy Perry                                    | [ 33 ] |
| 8 июля      | Melodrama                                               | Лорд                                          | [ 9 ]  |
| 15 июля     | Grateful                                                | DJ Khaled                                     | [ 34 ] |
| 22 июля     | Grateful                                                | DJ Khaled                                     | [ 35 ] |
| 29 июля     | 4:44                                                    | Jay-Z                                         | [ 10 ] |
| 5 августа   | 4:44                                                    | Jay-Z                                         | [ 36 ] |
| 12 августа  | Lust for Life                                           | Лана Дель Рей                                 | [ 37 ] |
| 19 августа  | Everything Now                                          | Arcade Fire                                   | [ 11 ] |
| 26 августа  | DAMN.                                                   | Кендрик Ламар                                 | [ 38 ] |
| 2 сентября  | Rainbow                                                 | Кеша                                          | [ 39 ] |
| 9 сентября  | Science Fiction                                         | Brand New                                     | [ 40 ] |
| 16 сентября | Luv Is Rage 2                                           | Lil Uzi Vert                                  | [ 41 ] |
| 23 сентября | American Dream                                          | LCD Soundsystem                               | [ 42 ] |
| 30 сентября | Life Changes                                            | Томас Ретт                                    | [ 43 ] |
| 7 октября   | Concrete and Gold                                       | Foo Fighters                                  | [ 44 ] |
| 14 октября  | Wonderful Wonderful                                     | The Killers                                   | [ 45 ] |
| 21 октября  | Now                                                     | Shania Twain                                  | [ 46 ] |
| 28 октября  | Perception                                              | NF                                            | [ 47 ] |
| 4 ноября    | Beautiful Trauma                                        | Пинк                                          | [ 48 ] |
| 11 ноября   | Flicker                                                 | Найл Хоран                                    | [ 12 ] |
| 18 ноября   | Live in No Shoes Nation                                 | Кенни Чесни                                   | [ 49 ] |
| 25 ноября   | The Thrill of It All                                    | Сэм Смит                                      | [ 50 ] |
| 2 декабря   | Reputation                                              | Тейлор Свифт                                  | [ 13 ] |
| 9 декабря   | Reputation                                              | Тейлор Свифт                                  | [ 51 ] |
| 16 декабря  | Reputation                                              | Тейлор Свифт                                  | [ 52 ] |
| 23 декабря  | Songs of Experience                                     | U2                                            | [ 14 ] |
| 30 декабря  | What Makes You Country                                  | Люк Брайан                                    | [ 15 ] |